# Suchtelenia
'Suchtelenia' es un género de plantas con flores perteneciente a la familia Boraginaceae. Comprende 5 especies.

## Taxonomía
El género fue descrito por Kar. ex Meisn. y publicado en Pl. Vasc. Gen. (Meisner) 2: 188 (1840); y en Bull. Soc. Nat. Mosc.'' (1841) 16, t. 2.

## Especies seleccionadas
- Suchtelenia acanthocarpa
- Suchtelenia calycina
- Suchtelenia cerinthifolia
- Suchtelenia eriophora
- Suchtelenia uniserialis